# Stenoptera peruviana
Stenoptera peruviana är en orkidéart som beskrevs av Karel Presl. Stenoptera peruviana ingår i släktet Stenoptera och familjen orkidéer. Inga underarter finns listade i Catalogue of Life.